# José Barrionuevo
José Barrionuevo Peña (ur. 13 marca 1942 w Berji) – hiszpański polityk i urzędnik państwowy, działacz Hiszpańskiej Socjalistycznej Partii Robotniczej (PSOE), parlamentarzysta, minister spraw wewnętrznych (1982–1988), minister transportu, turystyki i komunikacji (1988–1991).

## Życiorys
Ukończył prawo na Uniwersytecie Complutense w Madrycie, kształcił się także w zakresie dziennikarstwa. Pracował w administracji publicznej jako urzędnik inspekcji pracy. W okresie przemian politycznych dołączył do Convergencia Socialista de Madrid, z którą przyłączył się do Hiszpańskiej Socjalistycznej Partii Robotniczej. W latach 1979–1982 zasiadał we władzach miejskich Madrytu.
W grudniu 1982 premier Felipe González powierzył mu stanowisko ministra spraw wewnętrznych. Zajmował je do lipca 1988, po czym objął urząd ministra transportu, turystyki i komunikacji, który sprawował do lipca 1991. Kierując resortem spraw wewnętrznych, odpowiadał m.in. za przeprowadzenie reformy reorganizującej struktury policji. Od 1986 do 1998 wykonywał jednocześnie mandat posła do Kongresu Deputowanych III, IV, V i VI kadencji.
W 1998 został ostatecznie skazany na karę 10 lat pozbawienia wolności w procesie dotyczącym porwania hiszpańsko-francuskiego obywatela Segunda Mareya. Sprawa wiązała się z działaniami przeciwko baskijskim terrorystom z ETA, do czego nadzorowane przez José Barrionuevo ministerstwo spraw wewnętrznych wykorzystywało jednostkę paramilitarną GAL. Polityk został osadzony we wrześniu 1998, jednak zwolniono go już w grudniu tegoż roku, redukując jednocześnie dwie trzecie kary. Później został ułaskawiony, co pozwoliło mu odzyskać status inspektora w resorcie pracy do czasu przejścia na emeryturę. W 2002, po innym kilkuletnim postępowaniu, został natomiast uniewinniony od zarzucanej mu defraudacji środków publicznych.